# 黃廷方家族
黃廷方家族原籍福建莆田江口鎮石西村。黃廷方為家中十一個兄弟姊妹中的長子。1933年六歲時與家人移居新加坡，黃父早年經營糧油雜貨店生意。1940年代黃廷方經營醬油創業，至1950年代開始在新加坡投資地産，及後創辦遠東機構，有「烏節地王」的稱號。1970年代初，黃廷方到香港發展，1972年創辦信和集團，同年7月在香港上市，主力投資香港地產業。現在香港信和集團業務由黃志祥打理，新加坡遠東機構則由黃志達執掌。黃廷方家族作風低調，鮮有新聞曝光。
其家族在2009年福布斯世界富豪榜排名87。而在2007年起連續數年，其家族在福布斯新加坡富豪榜排行榜首。

## 家族成員
- 黃玉書、妻李尾厝
- 黃廷方

黄廷方长子
- 黃志祥 妻楊素瓊

子 黃永光 【黄永光子 黄家宝】 黃永耀 黃永龙
女 黃敏華 黃敏儀 黃敏音

黄廷方次子
- 黃志達

女 黃兮潼【黄兮潼子李元汐 女黄卿妤】

### 只知為黃廷方子姪輩，未知是何門所出
- 黃志勤

## 家族私人資產
- 寶馬山花園60%，地盤面積165550平方呎
- 尖沙咀中心55%，地盤面積165550平方呎
- 中環廣場 (香港)40%，地盤面積77824平方呎
- 藍灣廣場55%，地盤面積275470平方呎
- 皇家太平洋酒店75%
- 紅山半島33.3%

## 外部連結
- 遠東機構 （页面存档备份，存于）
- 信和置業
- 新加坡首富黃廷方辭世　東方神話薪盡火傳[]